# Moses Mendelssohn
Moses Mendelssohn, född 6 september 1729 i Dessau, död 4 januari 1786 i Berlin, var en tysk-judisk filosof. Mendelssohn var en av 1700-talets mest framstående europeiska judar och filosofer och han brukar tillskrivas grundandet av den judiska upplysningen, Haskalah. Han kallas ibland ”den tredje Moses”, efter Moses med Moseböckerna och Moses Maimonides. Han markerar en brytningstid i den judiska historien. Hans fars namn var Mendel, varmed hans efternamn bildades, Mendelssohn. Detta blev sedermera släktnamn; många medlemmar av släkten har varit framstående inom flera områden. Två av dessa är Fanny och Felix Mendelssohn vars farfar han var.

## Biografi
Mendelssohn var son till en fattig judisk skollärare och invigdes under barnaåren i talmud och Maimonides religionsfilosofiska verk samt skrev vid tio års ålder hebreiska dikter, men ådrog sig genom överansträngning ett nervlidande, som medförde svag hälsa och ryggradskrökning. Fjorton år gammal fick Mendelssohn komma till Berlin, där han som förberedelse till filosofiska studier lärde sig matematik, latin samt tyska och andra moderna språk. Han hade att kämpa med fattigdom, tills han 1750 antogs som informator hos en rik sidenfabrikör. Hos denne blev Mendelssohn 1754 bokhållare, sedermera föreståndare för affären och slutligen delägare däri. Efter att på så vis ha blivit ekonomiskt oberoende, ägnade han sin fritid åt vetenskapliga forskningar, i vilka han stöddes av ett nära vänskapsförhållande till Gotthold Ephraim Lessing, Nicolai och andra framstående representanter för den tyska upplysningslitteraturen. Lessing lät 1754 anonymt trycka Philosophische Gespräche av Mendelssohn, vilken 1755 även beträdde estetikens fält med Briefe über die Empfindungen. I Nicolais och Lessings tidskrifter införde Mendelssohn därefter, förutom litterära kritiker i mängd, flera värdefulla estetiska avhandlingar, vilka på detta område röjde vägen för Kant.

## Filosofi
Som tänkare hade Mendelssohn tagit intryck såväl från Leibniz, Wolff och Spinoza (vilken han dock missförstod) som från Locke, Shaftesbury och den franska upplysningslitteraturen. Mendelssohn är den kanske mest typiske representanten för den tyska populärfilosofin; hos honom visar sig dock riktningens högre tendenser förhärskande. Han var en av de första, som löste filosofin ur de stela skolformlerna, och han visste att framställa dess resultat i en klar, ren konstnärligt smakfull form. Det var hans yrkande, att filosofin inte skall sysselsätta sig med andra frågor än sådana, som har omedelbar betydelse för människan och hennes lycksalighet. För deismens utbredande i Tyskland uträttade Mendelssohn ofantligt mycket. I Phädon oder ber die Unsterblichkeit der Seele (1767), en modernisering av Platons liknämnda dialog, utvecklar han den tanken, att odödlighet utgör ett oundgängligt villkor för att människan skall nå sitt mål, som är delaktighet i Guds fullkomlighet och lycksaligheten. Genom denna bok blev Mendelssohn känd i Europa.
Efter mångårig sjuklighet utgav han 1779 en tysk översättning av de fem Moseböckerna och 1783 en översättning av Psaltaren. Med dessa företag och hela sin verksamhet i övrigt utövade Mendelssohn ett oberäkneligt stort inflytande på judarnas indragande i den moderna kulturutvecklingen samt utrotandet av deras nationella fördomar. Han var en nitisk förkämpe för all tolerans, inte minst den religiösa Jerusalem oder über religiöse Macht und Judenthum (1783) utgör ett vittnesbörd därom. Mendelssohn såg i Gamla testamentets urkunder endast den naturliga religionens grundsatser jämte en uppenbarad lagstiftning för ett visst folk. Själv förenade han en formsträng judisk konservatism med sin filosofiska förnuftstro och hjärtats religiositet. Då Lavater 1769 i sin ogrannlaga välmening offentligen uppmanade honom att övergå till kristendomen, avböjde han detta med värdighet. I Morgenstunden (1785), föreläsningar över Guds tillvaro, utförde Mendelssohn i synnerhet det ontologiska beviset närmare. När Friedrich Heinrich Jacobi 1785 i en skrift påstått, att Lessing dött som spinozist (då liktydigt med ateist), skyndade Mendelssohn sig, djupt upprörd, att vederlägga detta i skriften An die Freunde Lessings (1786).

## Eftermäle
Hans samtid hedrade honom med namnet "den tyske (den judiske) Sokrates", och Gotthold Ephraim Lessing tecknade drag av hans väsen i "Nathan den vises" gestalt.
1890 restes hans staty i Dessau. Mendelssohns Gesammelte schriften utgavs 1843-1845, i sju band, hans utvalda arbeten 1880, i två band.

## Svenska översättningar
- M. Mendelssons Korrta afhandling om själens odödlighet (översättning Arved Bethén, tryckt hos A.J. Nordström, 1798)
- Jerusalem eller om religiös makt och judendom (Jerusalem oder über religiöse Macht und Judentum) (översättning, förord och kommentarer av Staffan Vahlquist, Ruin, 2013)